# Phoma riggenbachii
Phoma riggenbachii är en lavart som beskrevs av Boerema & J.D. Janse 1981. Phoma riggenbachii ingår i släktet Phoma, ordningen Pleosporales, klassen Dothideomycetes, divisionen sporsäcksvampar och riket svampar.   Inga underarter finns listade i Catalogue of Life.